# Hällefors kyrka
Hällefors kyrka är en kyrkobyggnad i Hällefors i Västerås stift. Den är församlingskyrka i Hällefors-Hjulsjö församling.

## Kyrkobyggnaden
Hällefors kyrka uppfördes som kapell åren 1644-1645. Den bestod då av ett skepp, men på 1740-talet blev kapellet kyrka och byggdes 1740-1744 till med tvenne tvärskepp, ett i norr och ett i söder, och antog därmed formen av en korskyrka i rött spånklätt timmer. Den har rundbågade fönster, tresidigt avslutade korsarmar och i korsmitten en takryttare. I interiören takmålningar med evangelistsymboler. År 1880 genomgick kyrkan en reparation där väggarna invändigt blev brädfodrade och oljemålade samt altaret och predikstolen blev målade och förgyllda liksom läktaren. Åren 1897-1898 genomfördes en ombyggnad efter program av arkitekt Agi Lindgren då koret förändrades. Ny altaruppsats och ny altarring tillkom och kortaket försågs med dekorationsmålning. År 1929 restaurerades kyrkan under ledning av arkitekt Erik Fant. Bland annat fann man målningar på predikstolen, vilka togs fram och återställdes. Ett dopkapell inreddes i norra korsarmen.

## Inventarier
- Predikstol från 1662 med målningar föreställande de fyra evangelisterna.
- Altaruppsatsen tillkom 1898 och har en altartavla utförd av Gottfrid Kallstenius. Tavlan är kopia av den danske konstnären Carl Blochs målning Christus Consolator (Kristus tröstaren) i Hörups kyrka i Skåne.
- Nuvarande dopfunt tillkom vid renoveringen 1929.

## Orglar
- 1789: Bonden och amatörorgelbyggaren Johan Sundström från Järnboås i Västmanland, bygger ett manualverk.

Disposition 1852 enligt Pettersson & Bergmark (sannolikt densamma som den ursprungliga):
- 1859-1860: Ombyggnad av orgelbyggare Anders Gustaf Nygren, Stockholm, som byter ut flera orgelstämmor och förnyar traktur- och registermekaniken.

Disposition:
| Manual C-d³                             | [Pedal C-d¹] |
| Borduna 16’ (1859)                      | [bihängd]    |
| Principal 8’ (1859)                     |              |
| Gedackt 8’                              |              |
| Rörfleut 8’ (1859)                      |              |
| Fleut d’Amour 8 (1859)                  |              |
| Fugara 8’ (1859)                        |              |
| Octava 4’                               |              |
| Spetsflöjt 4’                           |              |
| Quinta 3’ (eg. 2 2/3’)                  |              |
| Octava 2’                               |              |
| Trompet 8’ (troligen endast C-H) (1859) |              |

- 1880: Orgeln säljs och flyttas till Stenkyrka kyrka, Gotland av Salomon Molander & Co, Göteborg.
- 1880: Salomon Molander & Co, bygger en ny 17-stämmig piporgel. Orgeln kostade 7 600 kr. Den blev avsynad och provspelad lördagen 18 september 1880 av musikdirektör Karl Johan Lewerth, Arboga. Invigningen skedde söndagen 19 september 1880.[2]
- 1945: Utökning med 9 stämmor till 26 stycken av firma E. A. Setterquist & son Eftr., Örebro. Pneumatisk spelregering.

Disposition:
| Manual I            | Manual II      | Manual III    | Pedal         |
| Principal 16’       | Gedackt 8’     | Rörflöjt 8’   | Principal 16’ |
| Principal 8’        | Kvintadena 8’  | Salicional 8’ | Subbas 16’    |
| Dubbelflöjt 8’      | Flöjt 4’       | Principal 4’  | Oktavbas 8’   |
| Oktava 4’           | Principal 2’   | Nasard 2 2/3’ | Koralbas 4’   |
| Kvinta 2 2/3’       | Larigot 1 1/3’ | Blockflöjt 2’ | Nachthorn 2’  |
| Oktava 2’           | Sifflöjt 1’    | Ters 1 3/5’   |               |
| Mixtur III-IV chor. |                | Krumhorn 8’   |               |
| Trumpet 8’          |                |               |               |

## Galleri

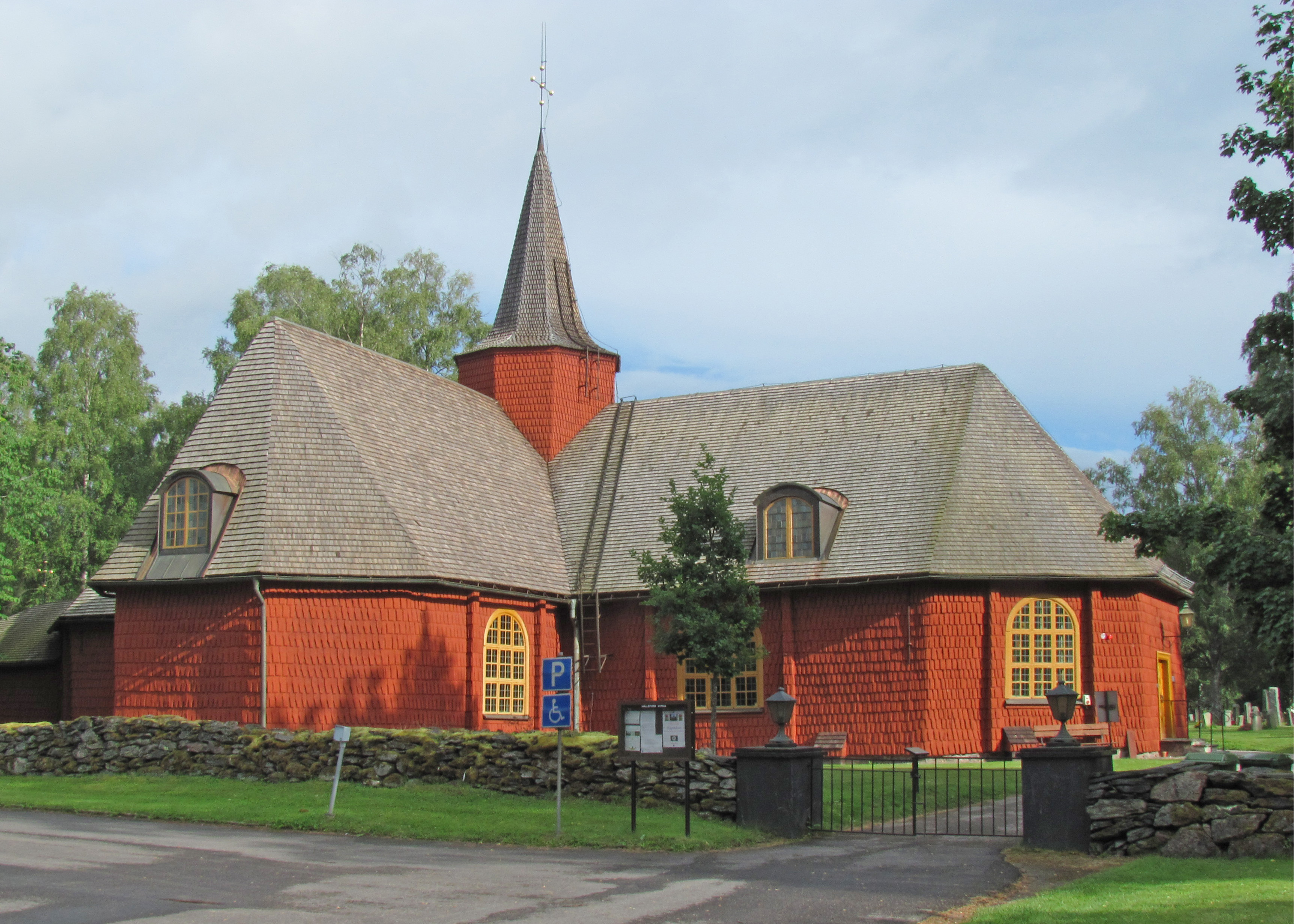
Hällefors kyrka från nordväst
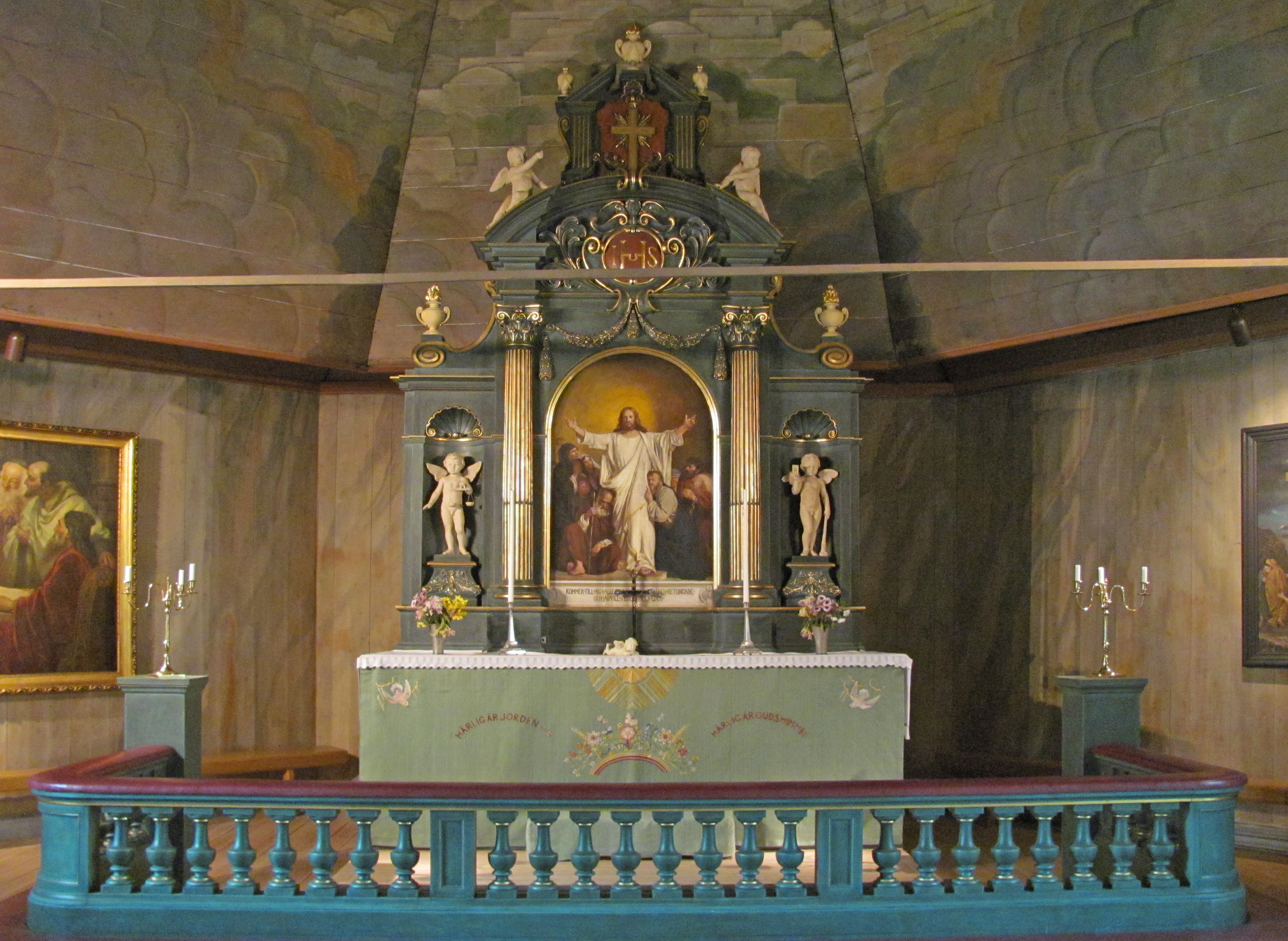
Altaret
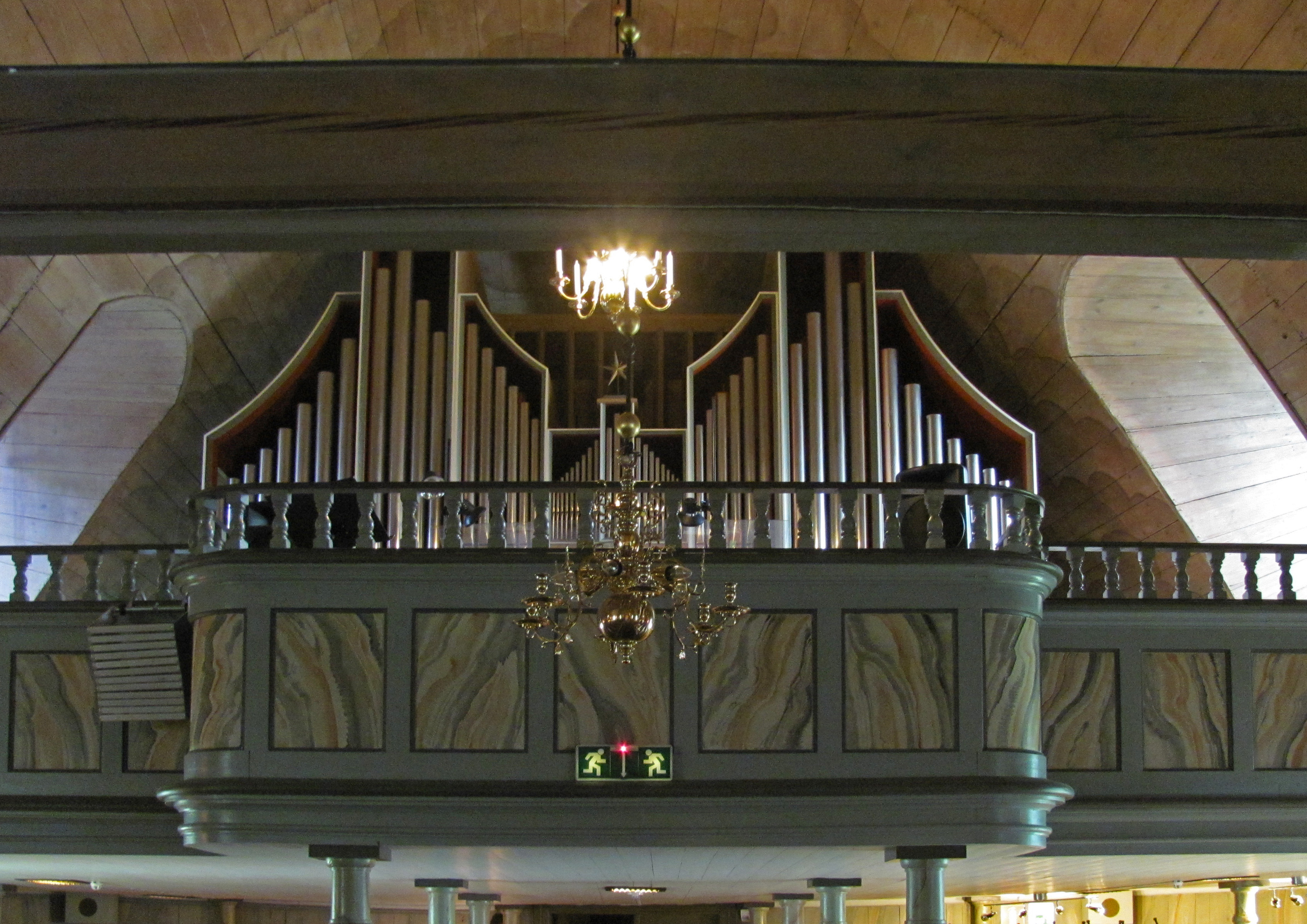
Orgeln
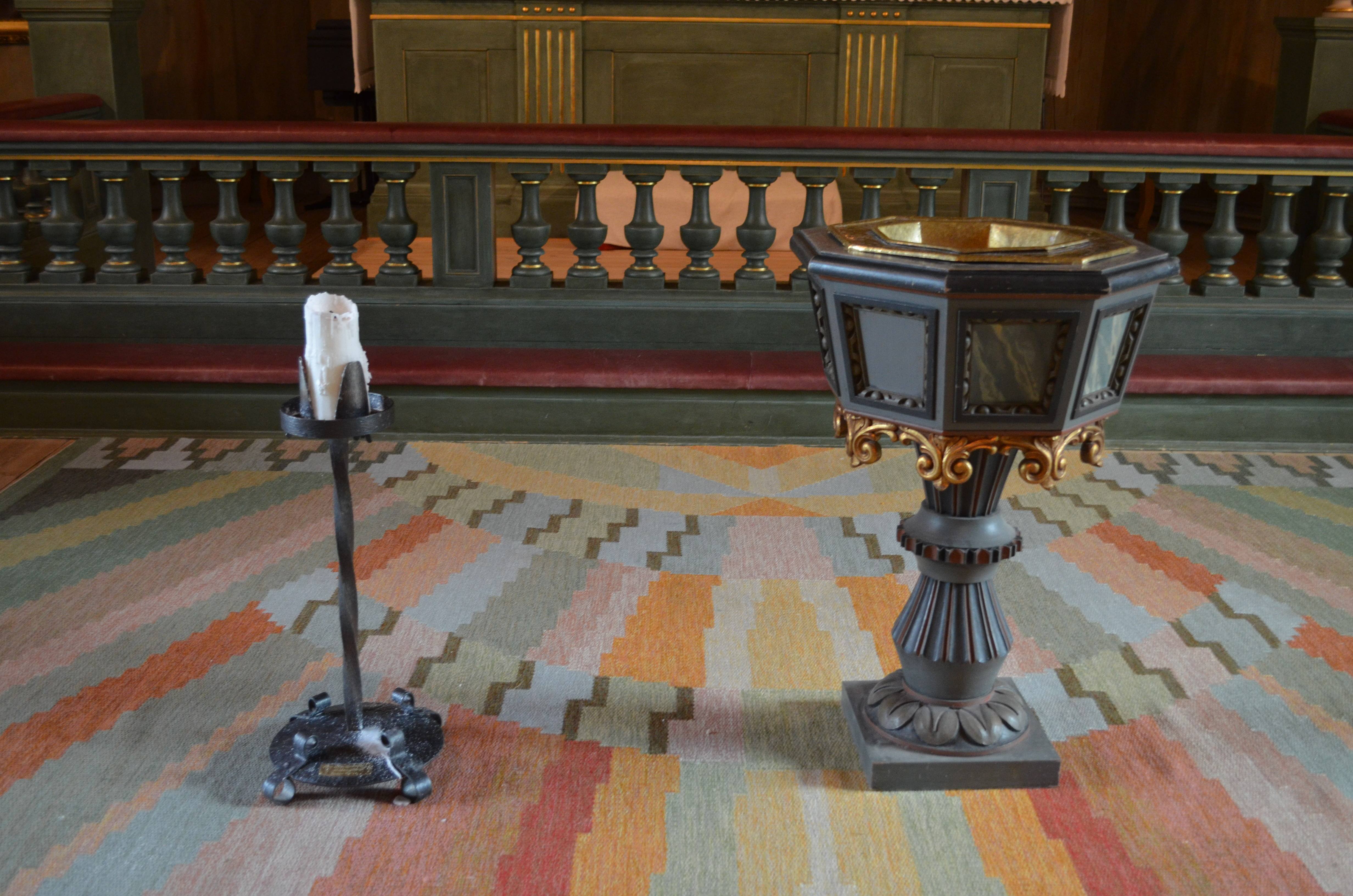
Hällefors kyrkas dopfunt

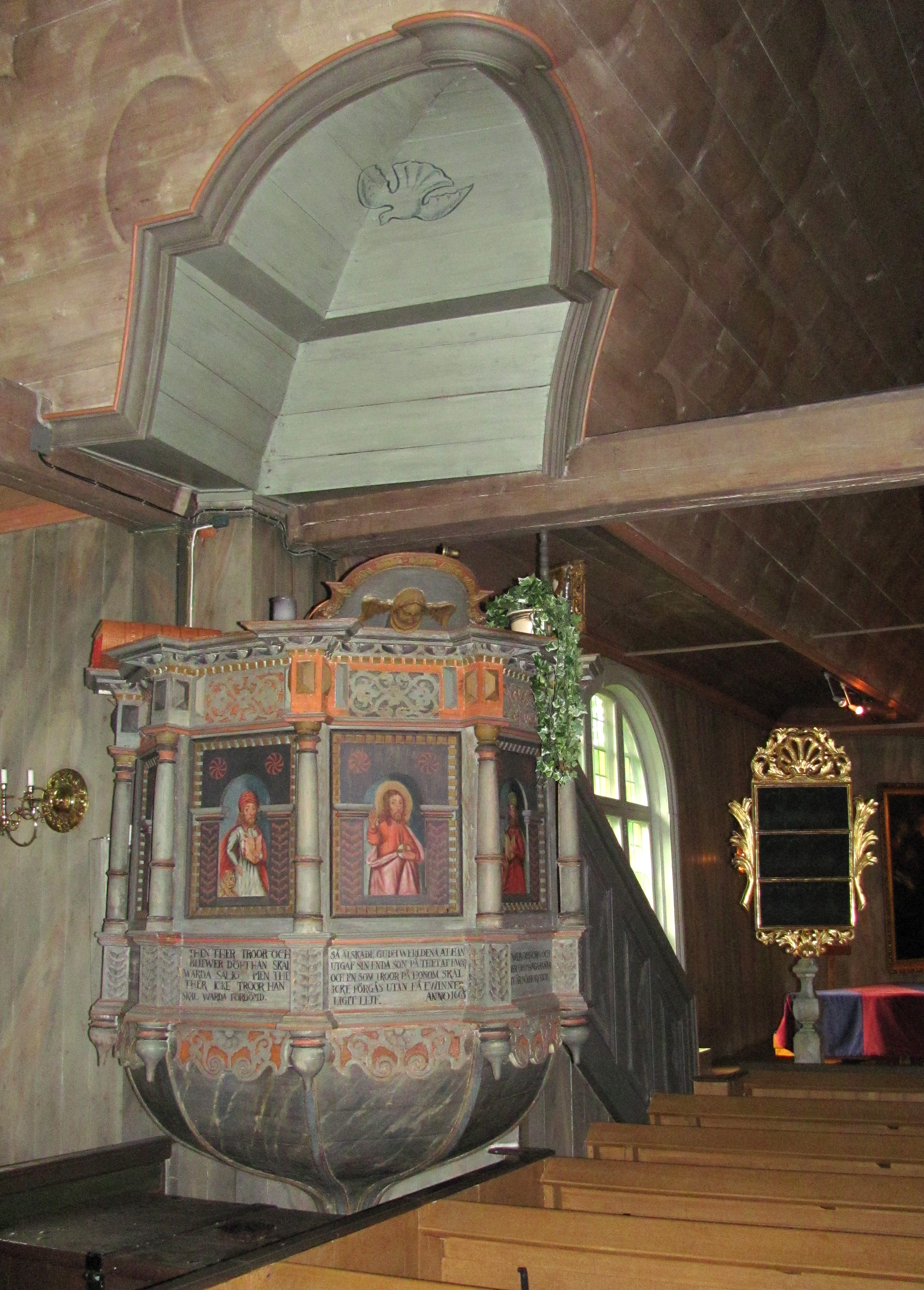
Predikstolen
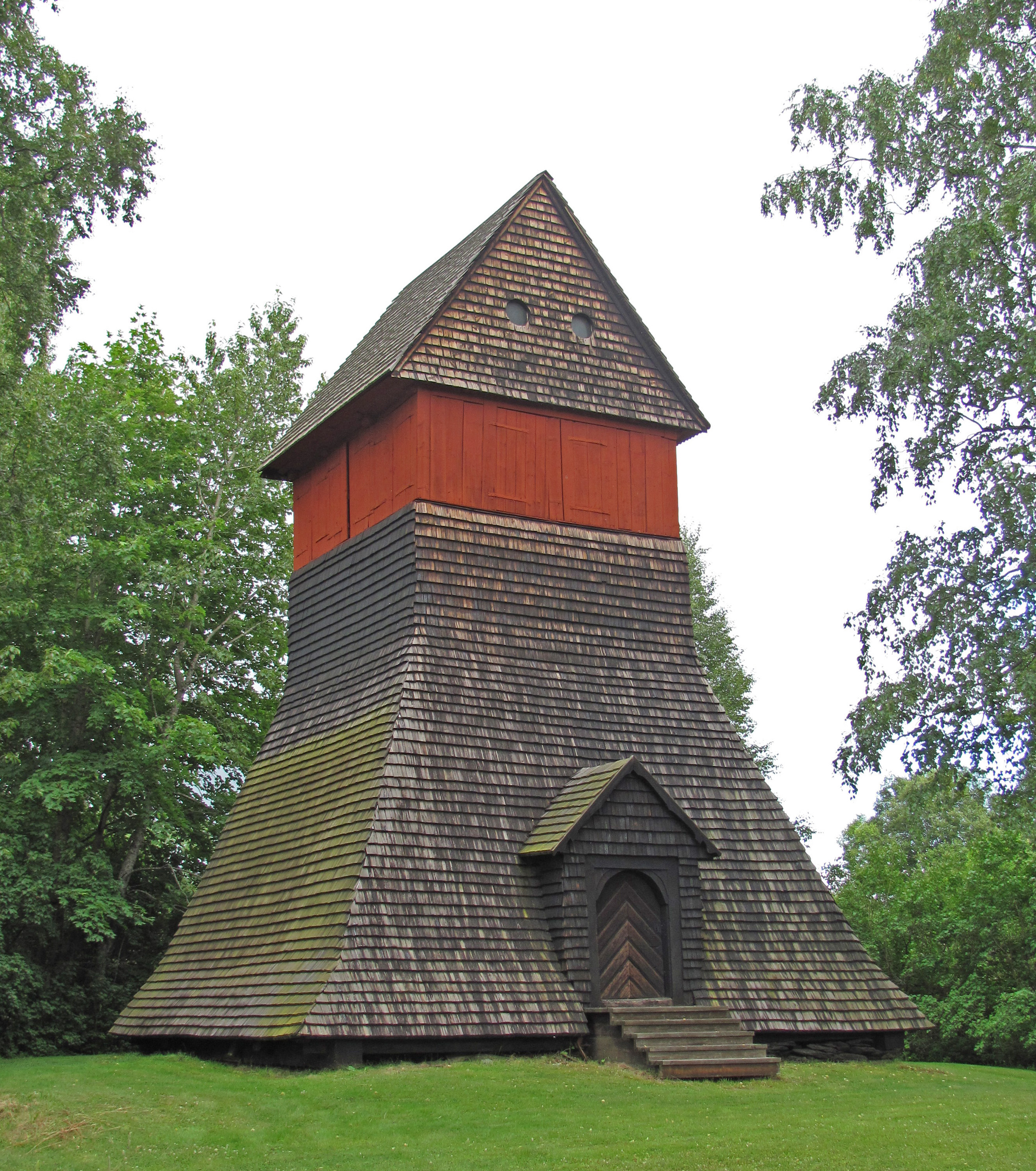
Klockstapeln
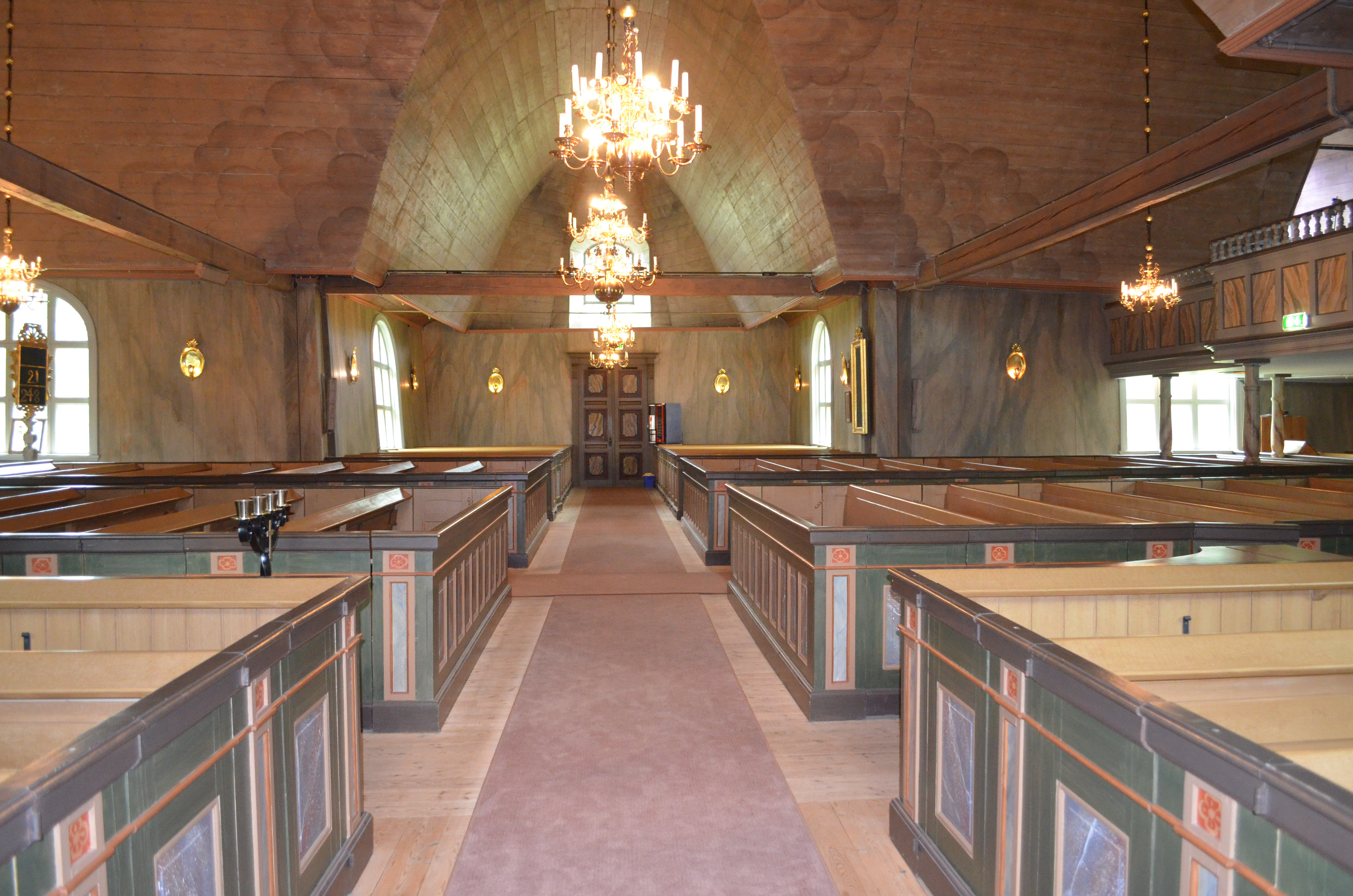
Hällefors kyrkas kyrksal
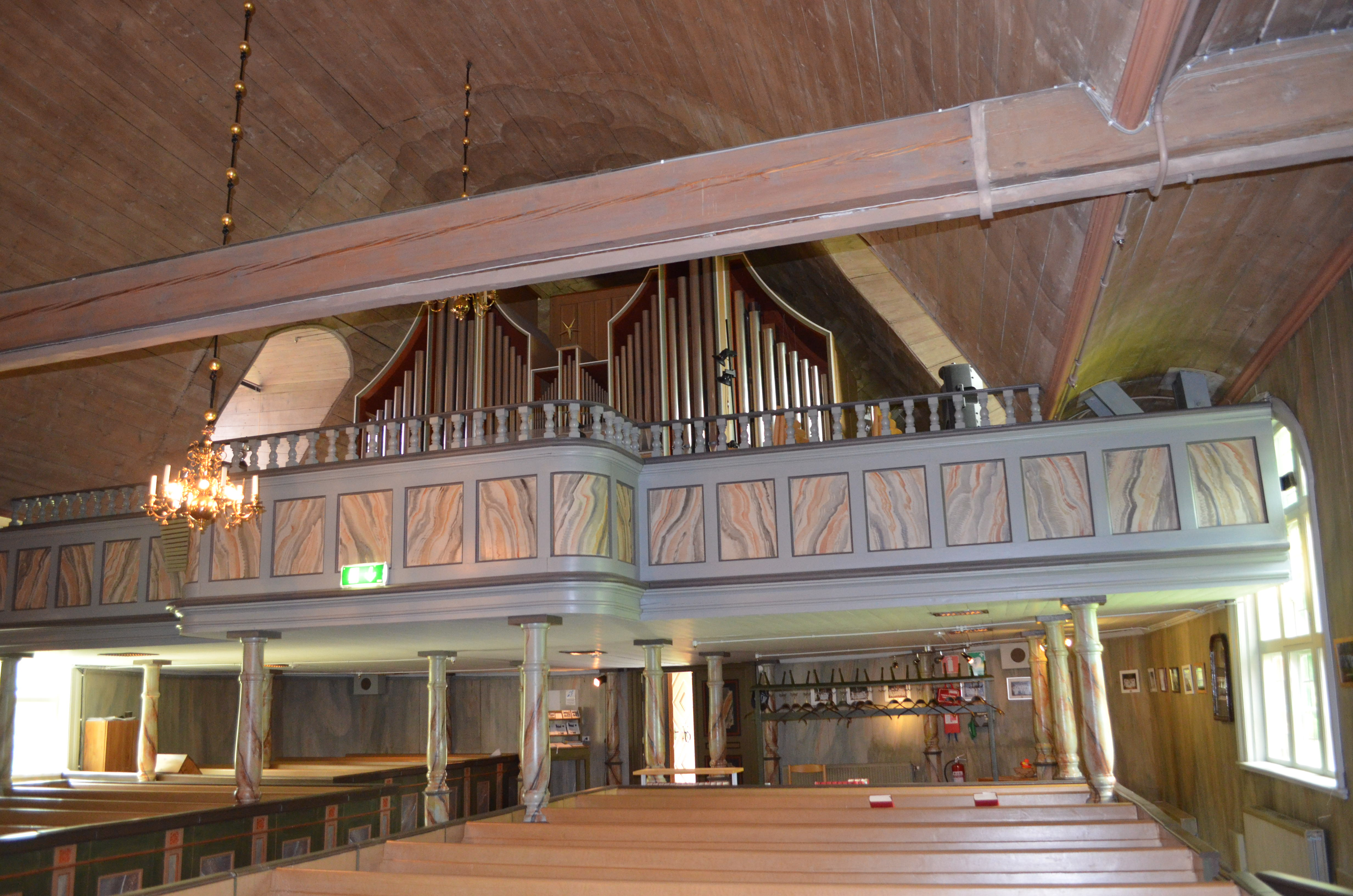
Hällefors kyrkas orgelläktare